# Michail Jurjewitsch Junkow
Michail Jurjewitsch Junkow (russisch Михаил Юрьевич Юньков; * 16. Februar 1986 in Woskressensk, Russische SFSR) ist ein russischer Eishockeyspieler, der seit Juni 2019 erneut beim HK Spartak Moskau in der Kontinentalen Hockey-Liga unter Vertrag steht. Sein Bruder Alexander ist ebenfalls Eishockeyspieler.

## Karriere
Michail Junkow begann seine Karriere als Eishockeyspieler bei Krylja Sowetow Moskau, für den er von 2002 bis 2005 zunächst in der russischen Superliga sowie nach deren Abstieg 2003 in der zweitklassigen Wysschaja Liga aktiv war. In diesem Zeitraum wurde er im NHL Entry Draft 2004 in der zweiten Runde als insgesamt 62. Spieler von den Washington Capitals ausgewählt, für die er allerdings nie spielte.
Stattdessen wechselte er 2005 zu Ak Bars Kasan, mit denen er in der Saison 2005/06 erstmals Russischer Meister wurde. In der folgenden Spielzeit erreichte der Angreifer mit seiner Mannschaft erneut das Meisterschaftsfinale, in dem die Mannschaft jedoch dem HK Metallurg Magnitogorsk unterlag. Zudem gewann der Linksschütze 2007 mit Kasan nach einem überzeugenden 6:0-Finalerfolg über HPK Hämeenlinna aus der finnischen SM-liiga den IIHF European Champions Cup. Im Sommer 2007 wurde Junkow vom HK Spartak Moskau für zwei Spielzeiten verpflichtet. 2009 kehrte er nach Kasan zurück und gewann am Ende der Saison 2009/10 mit Kasan die Meisterschaftstrophäe der KHL, den Gagarin-Pokal. Anschließend wurde er abermals von Spartak Moskau unter Vertrag genommen und spielte bis Januar 2014 für Spartak. Da Spartak zu diesem Zeitpunkt keine Chance mehr auf das Erreichen der Play-offs hatte, wurde Junkow gegen eine Kompensationszahlung an den HK Metallurg Magnitogorsk abgegeben. Mit Metallurg gewann er 2014 erneut den Gagarin-Pokal.
Ab Oktober 2017 stand er bei Salawat Julajew Ufa unter Vertrag, nachdem er zuvor für den HK ZSKA Moskau, HK Awangard Omsk und HK Sotschi gespielt hatte. Im April 2018 lief sein Vertrag bei Salawat Julajew Ufa aus und Junkow war in der Folge vereinslos.
Im Herbst 2018 stand er für kurze Zeit bei Sewerstal Tscherepowez unter Vertrag. Erst im Juni 2019 wurde er abermals vom HK Spartak Moskau verpflichtet.

## Erfolge und Auszeichnungen
- 2004 Goldmedaille bei der U18-Junioren-Weltmeisterschaft
- 2005 Silbermedaille bei der U20-Junioren-Weltmeisterschaft
- 2006 Silbermedaille bei der U20-Junioren-Weltmeisterschaft
- 2006 Russischer Meister mit Ak Bars Kasan
- 2007 IIHF-European-Champions-Cup-Gewinn mit Ak Bars Kasan
- 2007 Russischer Vizemeister mit Ak Bars Kasan
- 2010 Gagarin-Pokal-Sieger und Russischer Meister mit Ak Bars Kasan
- 2014 Gagarin-Pokal-Sieger und Russischer Meister mit dem HK Metallurg Magnitogorsk

## KHL-Statistik
(Stand: Ende der Saison 2018/19)